# 딥 러닝 슈퍼 샘플링
딥 러닝 슈퍼 샘플링(deep learning super sampling, DLSS)은 엔비디아가 저해상도 이미지를 고해상도로 업스케일하고 더 높은 해상도의 모니터에 표시함으로써, 선별된 비디오 게임에 딥 러닝 기술을 실시간으로 적용하기 위해 개발한 이미지 업스케일링 기술이다. 엔비디아는 이 기술이 더 높은 해상도에서 네이티브로 이미지를 렌더링하는 것과 비슷한 품질로 이미지를 업스케일링하지만 그래픽 카드에 의해 소비되는 연산량이 더 낮기 때문에 주어진 해상도에 대해 더 높은 그래픽 설정과 프레임 레이트를 가능케 한다고 주장한다.
2022년 9월 기준으로 1세대 및 2세대 DLSS는 지원되는 타이틀의 엔비디아의 모든 RTX 브랜드 카드에서 사용할 수 있으며, 엔비디아의 GTC 2022 이벤트에서 공개된 3세대는 에이다 러브레이스 세대 RTX 40 시리즈 그래픽 카드에만 적용된다. 엔비디아는 또한 그래픽이 더 높은 해상도로 렌더링된 다음 AI 지원 다운샘플링 알고리즘을 사용하여 기본 디스플레이 해상도로 다운샘플링하여 네이티브 해상도에서의 렌더링보다 더 높은 이미지 품질을 달성하는 관련 및 반대 기술인 DLDSR(Deep learning dynamic super resolution, 딥 러닝 동적 초해상도)을 도입했다.

## 역사
엔비디아는 2018년 9월 지포스 RTX 20 시리즈 GPU를 런칭하면서 RTX 20의 주요 기능으로 DLSS를 광고하였다. 당시 결과는 몇 안 되는 비디오 게임들(이른바 배틀필드 V, 메트로 엑소더스)에 국한되었는데 그 이유는 이 알고리즘이 개별 게임에 특화되어 트레이닝 및 적용되어야 했고 그 결과는 단순 해상도 업스케일링만큼 양호하지 못한 것이 일반적이었기 때문이다.
2019년, 비디오 게임 컨트롤은 레이 트레이싱 기능과 개선된 버전의 DLSS를 탑재하였다.(텐서 코어 미사용)
2020년 4월, 엔비디아는 드라이버 버전 445.75를 통해 이른바 DLSS 2.0이라는 개선된 DLSS 버전을 광고하였으며 컨트롤, 울펜슈타인: 영블러드를 포함한 기존의 일부 게임들에 이용이 가능하며 앞으로 출시된 게임들에 대해 이용이 가능하게 될 것이라고 광고하였다. 이때 엔비디아는 텐서 코어를 다시 사용하였다고 언급하였으며 AI는 개별 게임에 대해 트레이닝을 할 필요가 없다고 밝혔다.
DLSS 2.0의 단점으로는 MSAA나 TSAA와 같은 안티에일리어싱과 동시에 잘 동작하지 않는다는 것으로, 이 기술들이 DLSS 위에 적용되는 경우 성능에 부정적인 영향을 미치게 된다.
2020년 4월 기준으로, DLSS 2.0은 여전히 게임 개발사들에 의해 게임별로 포함되어야 한다.

### 출시 역사
| 릴리스            | 출시일     | 강조점 |
| ----------------- | ---------- | --- |
| 1.0               | 2019년 2월 | 최초 버전. 배틀필드 V, 메트로 엑소더스 등 일부 특정 게임을 위해 트레이닝되며 AI를 사용함                                                                                           |
| 1.9 (비공식 이름) | 2019년 8월 | 최초 2.0 버전. 버전 1.9로 명기되기도 함. CUDA 셰이더 코어에서 실행되며 비디오 게임 컨트롤에 적용됨                                                                                 |
| 2.0               | 2020년 4월 | 두 번째 2.0 버전. 텐서 코어를 다시 사용하며 포괄적 트레이닝 기법이 사용됨 |
| 3.0               | 2022년 9월 | 렌더링된 프레임 사이에 프레임을 생성하기 위해 광학 흐름(optical flow) 프레임 생성 알고리즘(RTX 40 시리즈 GPU에서만 사용 가능)으로 강화된 DLSS 3.0                                  |
| 3.5               | 2023년 9월 | DLSS 3.5는 광선 재구성을 추가하여 여러 노이즈 제거 알고리즘을 DLSS 3보다 5배 더 많은 데이터에 대해 훈련된 단일 AI 모델로 대체한다.                                                 |
| 4.0               | 2025년 1월 | DLSS 4.0은 멀티 프레임 생성 기능을 추가하고, 트랜스포머 아키텍처를 기반으로 하는 새로운 AI 모델을 통해 프레임 안정성을 개선하고, 메모리 사용량을 줄이며, 조명 디테일을 증가시켰다. |

## 품질 프리셋
DLSS를 사용할 때 게임에 따라 사용자는 내부적으로 렌더링된 업스케일 해상도를 수동으로 설정하는 옵션 외에도 다양한 품질 프리셋에 액세스할 수 있다.
| 품질 프리셋                                                        | 스케일 팩터 | 렌더 스케일 |
| ------------------------------------------------------------------ | --- | --- |
| DLAA                                                               | 1x | 100% |
| 울트라 퀄리티 (미사용)                                             | 1.32x | 76.0% |
| 퀄리티                                                             | 1.50x | 66.7% |
| 균형                                                               | 1.72x | 58.0% |
| 성능                                                               | 2.00x | 50.0% |
| 울트라 성능 (since v2.1; only recommended for resolutions from 8K) | 3.00x | 33.3% |
| 자동                                                               | 렌더링된 해상도는 사용자가 정의한 fps 목표(예: 144Hz 모니터에서 144fps)를 달성하기 위해 실시간으로 동적으로 조정된다. | 렌더링된 해상도는 사용자가 정의한 fps 목표(예: 144Hz 모니터에서 144fps)를 달성하기 위해 실시간으로 동적으로 조정된다. |

1. ↑   The algorithm does not necessarily need to be implemented using these presets; it is possible for the implementer to define custom input and output resolutions.
2. ↑   The linear scale factor used for upsampling the input resolution to the output resolution. For example, a scene rendered at 540p with a 2.00x scale factor would have an output resolution of 1080p.
3. ↑   The linear render scale, compared to the output resolution, that the technology uses to render scenes internally before upsampling. For example, a 1080p scene with a 50% render scale would have an internal resolution of 540p.

## 같이 보기
- 이미지 스케일링
- 딥 러닝
- 슈퍼샘플링
- 지포스
- 엔비디아 DGX
- 텐서 처리 장치